# Joaquín Ignacio de Nebra
Joaquín Ignacio de Nebra   (Calataiud, 21 de maig de 1709 - Saragossa, 16 d'agost de 1782) Joaquín Ignacio Nebra Blasco o de Nebra Blasco, fou un compositor i organista espanyol de música clàssica.

## Biografia
Fill de José Antonio de Nebra Mezquita, organista de la col·legiata de Santa María de Calatayud i més tard de la catedral de Conca, va tenir dos germans músics famosos, José i Francisco Javier de Nebra. Es va educar amb els seus germans al Col·legi de Sant Josep de Conca, sota la direcció del seu pare i del mestre de capella de la Catedral, Julián Martínez Díaz. El col·legi es trobava al costat del claustre de la catedral, en el que ara és l'Hostatgeria de Sant Josep. Va romandre a Conca, al costat del seu pare, fins als 21 anys.
Després d'unes renyides oposicions, va aconseguir l'11 de març de 1730 el lloc d'organista de la Seo a Saragossa. Sembla ser que no era el més dotat dels opositors, tal com mostren els informes dels jutges; no obstant això, aconseguiria el lloc gràcies a les influències del canonge Lacarra, un parent proper. Coincidiria amb Francisco García Fajer, «el Españoleto», com a mestre de capella. Va romandre en el lloc 52 llargs anys. Dos anys abans de la seva mort, García Fajer va proposar la jubilació de l'ancià organista a favor del seu segon, Joaquín Laseca (1758-1820). Laseca no aconseguiria el lloc de primer organista fins a la mort de Nebra el 1782 i mantindria el càrrec fins al 1819, any en què es va jubilar.

## Obra
Segons Muneta Martínez, el 2007 l'abundant obra de Joaquín Ignacio de Nebra estava pràcticament sense publicar. A Conca, a l'arxiu de la Catedral, es conserven dues composicions:
- - Salve (1746), a quatre veus amb violins
  - Lamentació 3a, només amb violins i acompanyament general.

Se sap que a Saragossa va compondre òperes, oratoris (La caritat més perfecta) i obres per a orgue. S'han publicat algunes de les seves composicions en Dotze compositors aragonesos de tecla (s. XVIII) Biografies, estudis i transcripcions (1983) de Dionisio Preciado, musicòleg alabès, entre elles «Pastorela», «Sonata de 5 to, punt alt» i «Sonata».